# Barouk Salamé
Barouk Salamé est un écrivain français auteur de roman policier. C’est le nom de plume de Vincent Colonna.
Il écrit des romans où se mêlent thriller, religion et chronique de la société française dans son lien avec l'islam contemporain.
L'identité qui se cachait sous ce pseudonyme a été révélée par la journaliste Catherine Simon dans une critique, pour le quotidien Le Monde, du roman Une guerre de génies, de héros et de lâches. Depuis, l'écrivain Vincent Colonna a assumé les romans de Barouk Salamé dans la liste « Du même auteur » de ses livres. Dans son Dictionnaire amoureux du polar paru en 2020, Pierre Lemaitre consacre une entrée à Barouk Salamé dans laquelle il dresse une biographie et explique le pseudonyme pris par Vincent Colonna.

## Œuvre
- Le Testament syriaque, Rivages, Rivages/Thriller, 2009,  (ISBN 2743618965)
- Arabian Thriller, Rivages, Rivages/Thriller, 2011,  (ISBN 2743622091)
- Une guerre de génies, de héros et de lâches, Rivages, Rivages/Thriller, 2012,  (ISBN 2743623373)